# Брандовил (Западна Вирџинија)
Брандовил (енгл. Brandonville) град је у америчкој савезној држави Западна Вирџинија.

## Демографија
По попису из 2010. године број становника је 101, што је 1 (-1,0%) становника мање него 2000. године.
| Група             | 2000.      | 2010.      |
| Белци             | 99 (97,1%) | 96 (95,0%) |
| Афроамериканци    | 0 (0,0%)   | 0 (0,0%)   |
| Азијати           | 0 (0,0%)   | 0 (0,0%)   |
| Хиспаноамериканци | 0 (0,0%)   | 5 (5,0%)   |
| Укупно            | 102        | 101        |